# Adrian Suciu (antrenor)
Adrian Suciu a fost al treilea antrenor echipei naționale de fotbal a României timp de două meciuri. Naționala pierde în fața Austriei cu 4-1 și Țărilor de Jos cu 6 la 0,  meciuri jucate la Viena, respectiv Paris, la a doua rundă din competiția de fotbal a Jocurilor Olimpice din 1924. În timp ce echipa națională se întorcea acasă, rămâne la Veneția. Este înlocuit de Teofil Moraru.